# Creuzburger Werradurchbruch
Der Creuzburger Werradurchbruch ist ein Durchbruchstal der Werra bei Creuzburg im Wartburgkreis in Thüringen.

## Lage
Der Werradurchbruch im erweiterten Sinne beginnt an der westlichen Thüringer Pforte bei Hörschel zwischen dem Zickelsberg, einem Ausläufer des Kielforst im Westen und dem Hörschelberg im Osten. Danach weitet sich das Tal und bildet bei Wilhelmsglücksbrunn ein kleines Becken. 
Ab Creuzburg in Richtung Mihla beginnt die eigentliche Engtalstrecke mit seinen steilen Hängen, die durch kleine Seitentäler stark gegliedert sind. Das Tal wird zunächst nordwestlich von den Ebenauer Köpfen und südöstlich von den Nordmannssteinen als Nordwestpfeiler des Mihlberges flankiert und von der Werra von Südwesten nach Nordosten durchflossen. Bei Mihla ändert die Werra mit einem scharfen Knick die Richtung und fließt in nordwestlicher Richtung weiter bis kurz vor Treffurt, wo das Untere Werratal beginnt. Den Abschluss bilden in etwa der Iberg und der Kahn bei Falken.  
Neben der Werra verläuft im Tal die Landesstraße 1017 von Creuzburg nach Mihla und die Trasse der früheren Bahnstrecke Schwebda–Wartha, die heute den Werratal-Radweg trägt. Im Tal liegen die zur Stadt Amt Creuzburg gehörenden Ortschaften Ebenau, Buchenau, Freitagszella, Ebenshausen sowie Frankenroda.

## Naturräumliche Gliederung
Nach dem Handbuch der Naturräumliche Gliederung Deutschlands gehört der Creuzburger Werradurchbruch zum Ringgau:
- zu 47/48 Thüringer Becken (mit Randplatten)
  - 483 Ringgau–Hainich–Obereichsfeld–Dün–Hainleite
    - 483.4 Ringgau
      - 483.44 Creuzburger Werradurchbruch
        - 483.440 [beckenförmige Talweitung zwischen Hörschel und Creuzburg]
        - 483.441 [Engtalstrecke zwischen Creuzburg und Treffurt]

Der Werradurchbruch trennt dabei den Ringgau im engeren Sinne im Westen vom Creuzburg–Eisenacher Graben im Südosten, der auch dem Westthüringer Berg- und Hügelland zugerechnet wird und der Falkener Platte  im Nordosten.  
Nach der Gliederung der Naturräume Thüringens der Thüringer Landesanstalt für Umwelt und Geologie (TLUG) ist der Creuzburger Werradurchbruch bis Creuzburg Teil der Einheit Werraaue Gerstungen–Creuzburg, von Creuzburg bis Treffurt der Einheit Werrabergland-Hörselberge.

## Geologie und Naturschutz
Der gesamte Talabschnitt gehört zum Naturpark Eichsfeld-Hainich-Werratal. Die umliegenden Berge bestehen aus Muschelkalk, durch den sich die Werra ihren Verlauf durchbrochen und die heute vorhandenen markanten Felsvorsprünge ("Köpfe") geschaffen hat. Die nördlichen Nordmannsteine in der Gemarkung Buchenau wurden seit den 1920er Jahren für den Abbau von Kalkstein genutzt. Die Nordmannsteine sind Teil des Naturschutzgebietes Klosterholz-Nordmannsteine.
Folgende Naturschutzgebiete gibt es in diesem Bereich des Werratales: 
- NSG Klosterholz und Nordmannssteine, 139 Hektar (1961)
- NSG Ebenauer Köpfe und Wisch, 45 ha (1996)
- NSG Probsteizella, 25 ha (1961)
- NSG Lienig, 22 ha (1961)
- NSG Wilhelmsglücksbrunn, 77 ha (2000)

## Galerie

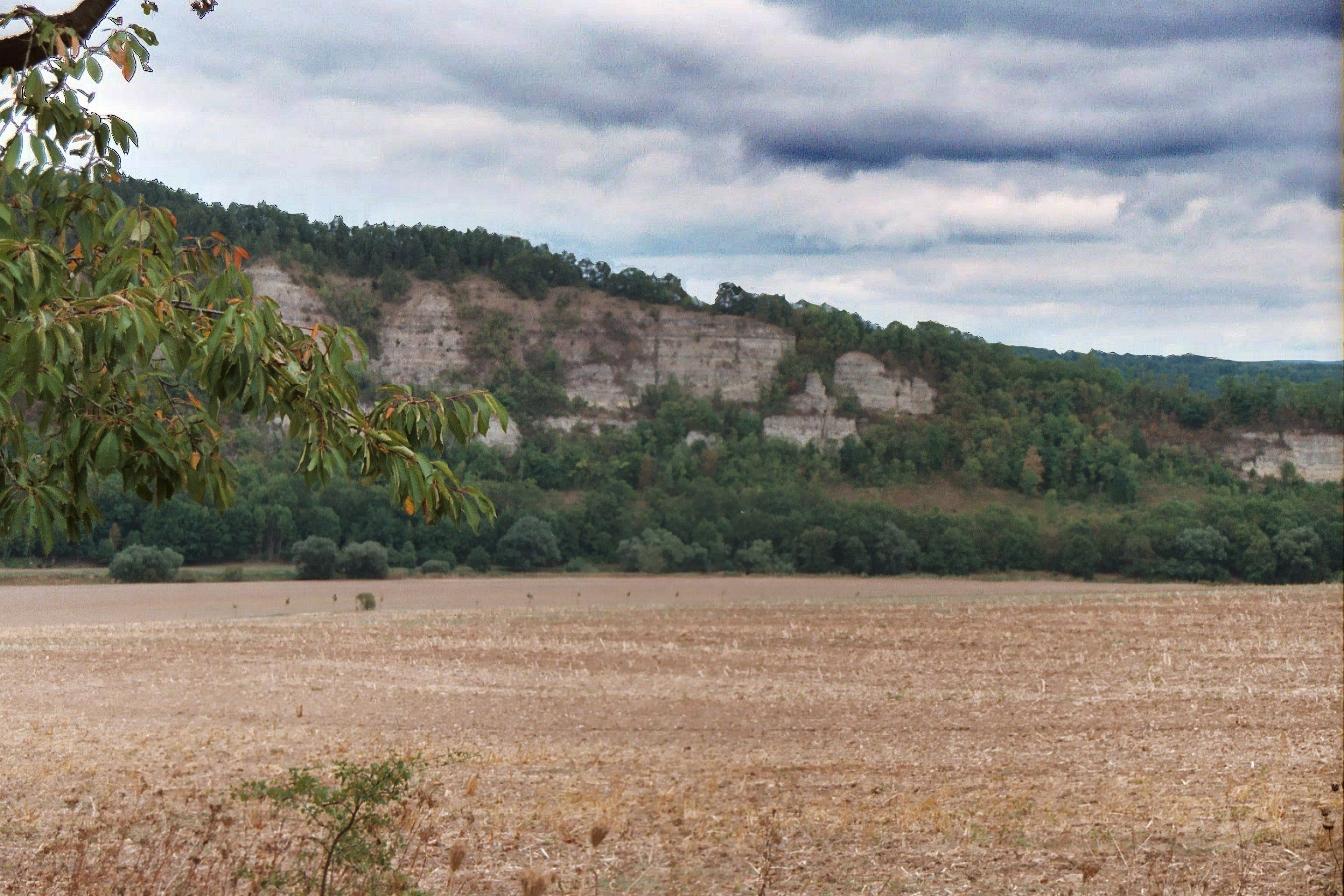
Die Ebenauer Köpfe
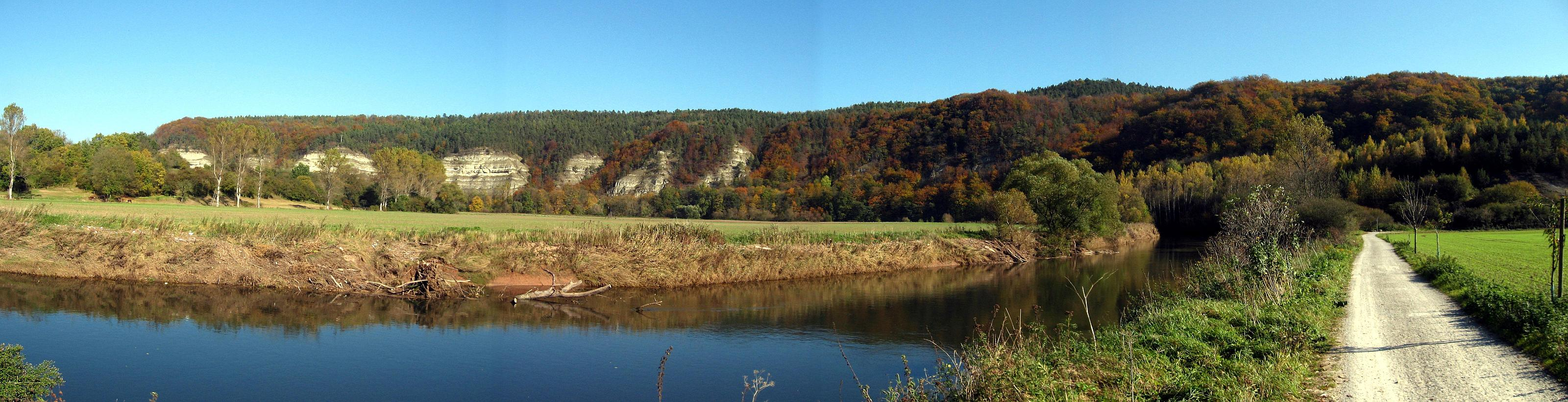
Werradurchbruch mit Nordmannsteinen
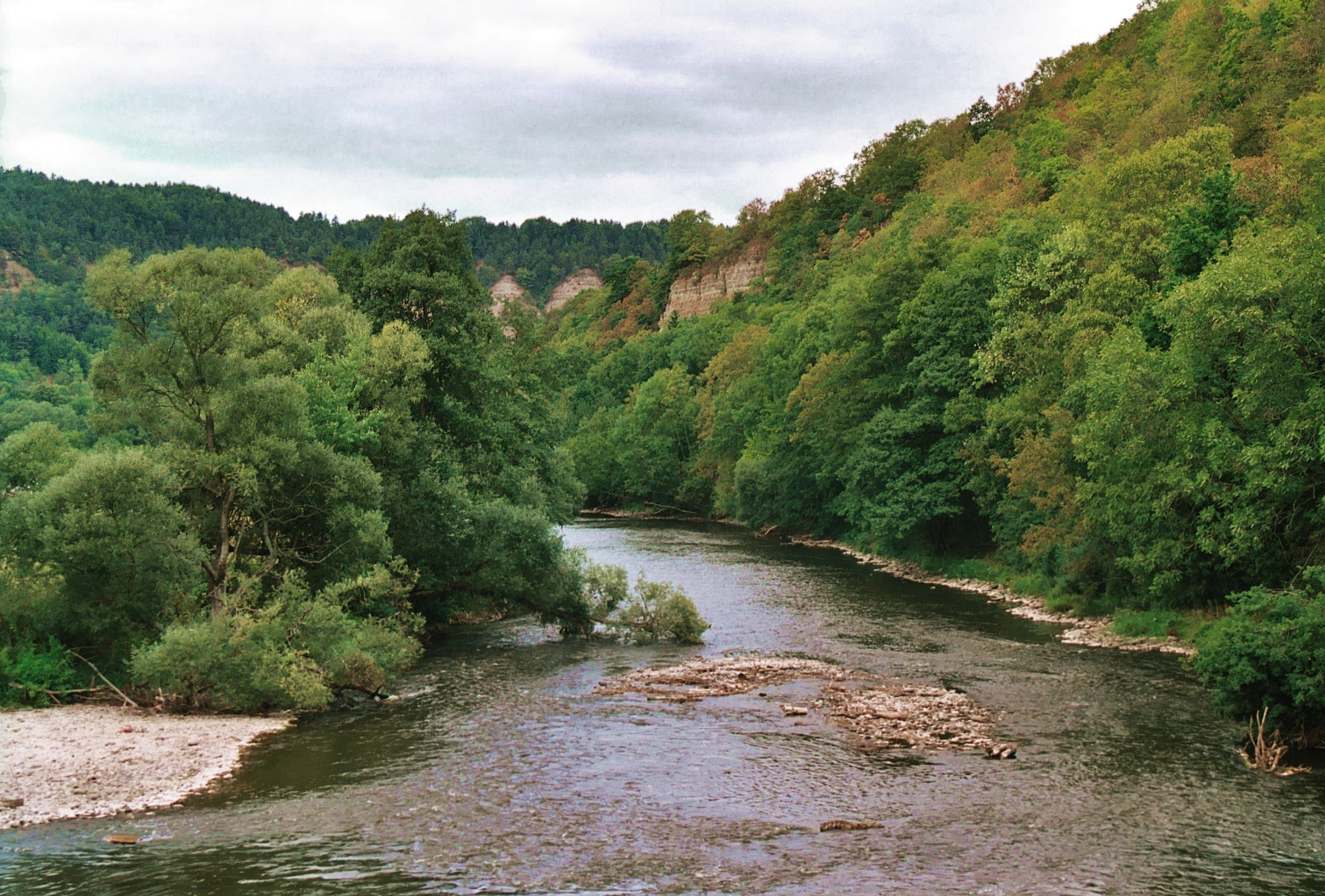
Die Werra oberhalb der Werrabrücke Creuzburg